# The Essential Lou Reed
The Essential Lou Reed è la sedicesima raccolta del cantautore statunitense Lou Reed, pubblicata il 16 settembre 2011 dalla Radio Corporation of America.

## Tracce
CD1
1. Who Am I? (Tripitena's Song) – 5:33
2. Sweet Jane – 3:01
3. Rock 'n' Roll – 4:40
4. I'm Waiting for the Man – 4:36
5. White Light/White Heat – 5:00
6. Street Hassle – 11:00
7. Berlin – 3:23
8. Caroline Says II – 4:12
9. The Kids – 7:49
10. Walk on the Wild Side – 4:11
11. Kill Your Sons – 4:08
12. Vicious – 2:57
13. The Blue Mask – 2:46
14. I'll Be Your Mirror – 2:46
15. Magic and Loss - The Summation – 6:35
16. Ecstacy – 4:27

CD2
1. I Wanna Be Black – 6:29
2. Temporary Thing – 5:14
3. Shooting Star – 3:12
4. Legendary Hearts – 3:05
5. Heroin – 8:22
6. Coney Island Baby – 6:36
7. The Last Shot – 3:20
8. The Bells – 9:20
9. Perfect Day – 3:43
10. Sally Can't Dance – 2:55
11. Satellite of Love – 3:37
12. NYC Man – 4:55
13. Dirty Blvd. – 3:30
14. Rock Minuet – 6:56
15. Pale Blue Eyes – 5:38